# Mendicino
Mendicino (Mennicìnu in dialetto cosentino, Mennikino in greco bizantino) è un comune italiano di 8 961 abitanti della provincia di Cosenza in Calabria.

## Geografia fisica

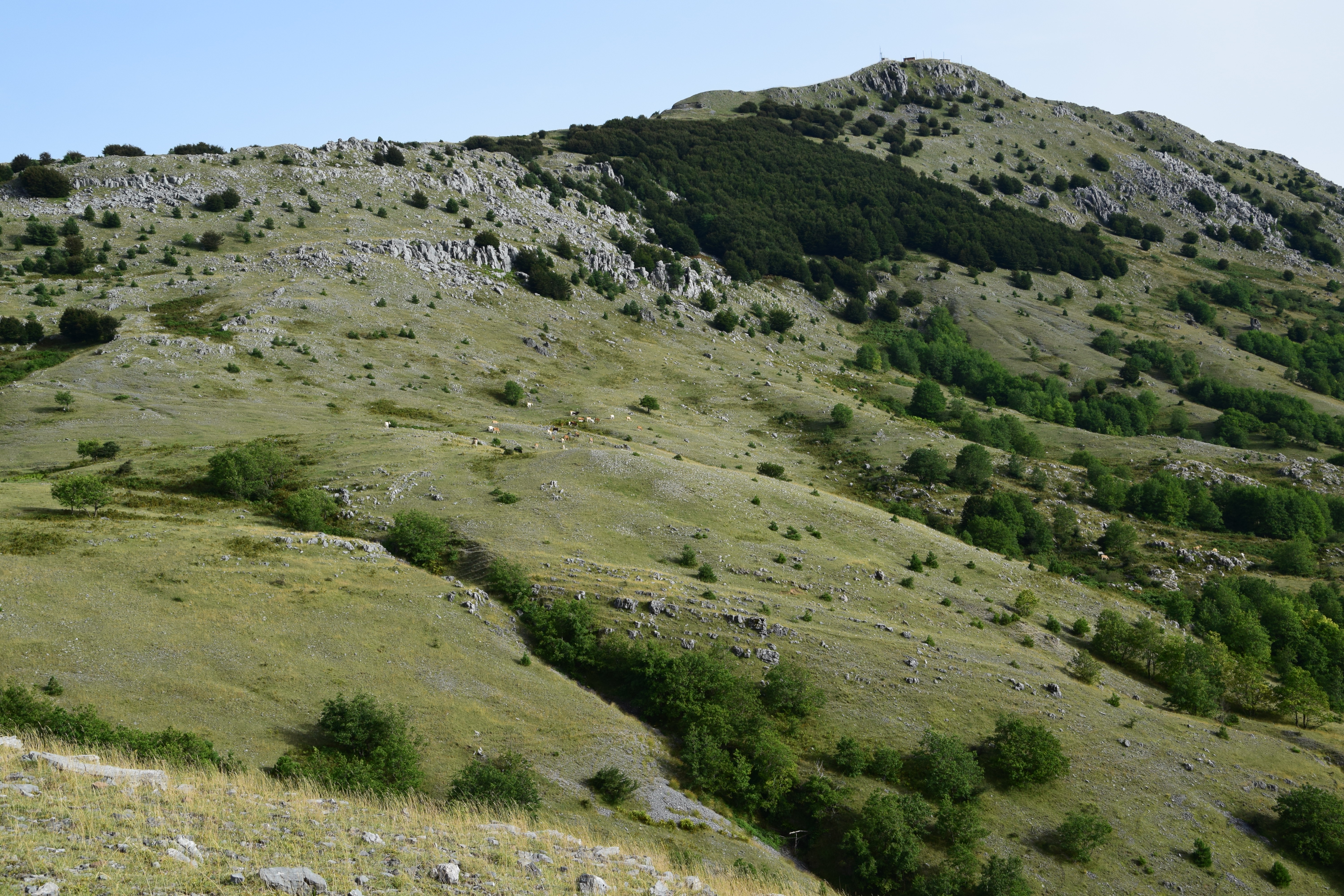
Monte Cocuzzo

Mendicino è un comune della provincia di Cosenza, situato a 475 metri di altitudine (quota riferita all'ingresso del Palazzo del Municipio), alle pendici di monte Cocuzzo, non lontano dal mare e a pochissimi chilometri dal capoluogo. Da Cosenza verso il paese, la recente espansione edilizia si apre in ampi spazi verdi: la strada è fiancheggiata da numerosi ulivi, fichi, querce, vigneti e campi seminati a grano circondati da viottoli erbosi che costeggiano la strada, insieme a rari casolari appoggiati sulle colline. Giunti a Candelisi, ci appare a sud, la prima veduta dell'antico paese con due erte di case. Il sole nasce sul belvedere, propaggine di una gola di fiume culminante con la torre dell'orologio, edificata su una ventosa distesa di ulivi. Sul pendio troviamo il rione “Castello” che affida le sue vecchie case all'antico muro che le abbraccia insieme al viale alberato, e che, dalla vecchia Piazza del Duomo giunge fino alla piccola chiesa di Santa Caterina. L'altra sponda della strada e della piazza principale sono costeggiate da eleganti e grandi case risalenti al tardo ottocento: portoni e scale in pietra, larghi balconi, terrazze ed inferriate leggere in stile rinascimentale. Il borgo si inerpica sulla collina con case sempre più minute e serrate, con vicoli a gradoni e rumorose piazzuole, alternando archi a scalette sospese e a finestre di gerani:  il nucleo centrale di Mendicino. In testa, si erge il vecchio Palazzo Campagna Del Gaudio, dimora nobiliare di fine Settecento, che si staglia dal cortile di ippocastani in delicatissimi toni di grigio e bianco, e dotato di un elegante porticato in pietra. Risalendo le strette curve che portano al Santuario in stile gotico di Santa Maria, la veduta opposta è altrettanto bella: ad ovest il paese si stempera in colline tinte di giallo e rosa, e di fronte, il Duomo con la sua facciata laterale con finestroni e il campanile, posata su un'enorme roccia color senape, dimora di gazze.
Tutto intorno al centro di Mendicino, la sorpresa di quartieri posti su fiumi e creste di roccia, minuti e ameni colli e finalmente la montagna, incantevole e selvaggia, meta di cacciatori di cinghiale e di turisti domenicali, ansiosi di pace e di ridenti paesaggi che si stendono fino alla Sicilia.”

### Territorio
Il territorio cittadino di Mendicino ha una superficie di 35,68 km² e si dispone su un profilo altimetrico compreso tra quota 250 e quota 1541 (cima di Monte Cocuzzo, che condivide con il comune di Longobardi). Confina a ovest con lo spartiacque del monte Cocuzzo, divisione naturale fra i territori di Fiumefreddo Bruzio, Longobardi e Belmonte Calabro, a sud con il territorio di Lago e Domanico, a est il fiume Caronte lo separa da Carolei, il Busento da Dipignano e il Santomiele da Cosenza, a nord, infine, i torrenti Janno e Campagnano lo dividono, rispettivamente, da Cerisano e da Castrolibero.

## Storia
La prima citazione storica del comune di Mendicino la si deve probabilmente ad Ecateo di Mileto, logografo del VI secolo a.C., elencando le città enotrie, cita Moenekine (Μοινεκίνη in greco antico), nome originario alterato nel tempo, del comune di Mendicino.
La storia del comune inizia dalle caverne paleolitiche di Micino Vecchio, situate nei pressi del ponte Alimena, a sinistra del fiume Caronte, adiacenti a Sant'Agata nella contrada Laurata, a sinistra del fiume Mericano, e delle Le Grotte situate nei pressi della confluenza dei fiumi Arconte e Mericano, per continuare ai ritrovamenti di numerosi resti di villaggi neolitici disseminati sulle alture rocciose, per finire ai ritrovamenti archeologici del periodo greco e romano di San Michele. La storia prosegue e ci delizia della visione degli agglomerati caratteristici e pittoreschi risalenti al medioevo, alle ricostruzioni ottocentesche di palazzi e chiese, per terminare ai nuovi quartieri in espansione. La natura dei luoghi del comune, è contraddistinta da paurose pareti di roccia, da strapiombi stretti e folti, da valli verdi e rigogliose colline, scoscese e oscure montagne.
Si dice inoltre che Alarico nascose tra le sue montagna il noto tesoro , e vi furono infatti diversi studi sulle montagne del comune .
La toponomastica ancora inalterata dei fiumi Caronte, Arconte, Mericano e di contrade, Merenzata, Micino Vecchio, Pannosia, le tradizioni e le leggende ancora vive nei ricordi degli anziani del paese, stabiliscono certamente un importante legame tra luoghi e costumi di oggi e di ieri.

## Monumenti e luoghi d'interesse

### Architetture religiose
Chiesa Parrocchiale di San Nicola di Bari
È situata nell'antica Piazza Duomo e contraddistinta da una facciata in blocchi di tufo, con una adiacente torre campanaria. Nell'omonimo sito si trova la Chiesetta di San Sebastiano.
Chiesa di San Pietro
Costruita sui ruderi di un convento domenicano, tra dicembre e gennaio è meta turistica grazie alla presenza dell'artistico presepe, allestito annualmente dagli artigiani locali.
Santuario di S. Maria dell'Accoglienza
Facciata in tufo. Il primo insediamento cristiano sul luogo dove oggi sorge il santuario è datato intorno al VII-VIII secolo d.C.  All'interno si trova una statua in pietra raffigurante la Madonna di Schiavonea, recentemente restaurata con iconografia moderna.
Chiesa di Cristo Salvatore
Costruita recentemente è la più grande e importante della comunità.

### Architetture civili
Palazzo del Gaudio oggi Campagna
Sito nell'antico quartiere Pilacco, è databile al 1780. Costruito con blocchi di tufo lavorati a mano dagli scalpellini locali, è attualmente oggetto di un progetto di restauro da parte dell'amministrazione comunale.
Torre dell'orologio
Costruita nel 1907 si trova nell'antico Rione Castello, su un colle da cui si domina il paese e raggiungibile attraverso una caratteristica scalinata di 132 scalini scavati nella roccia.

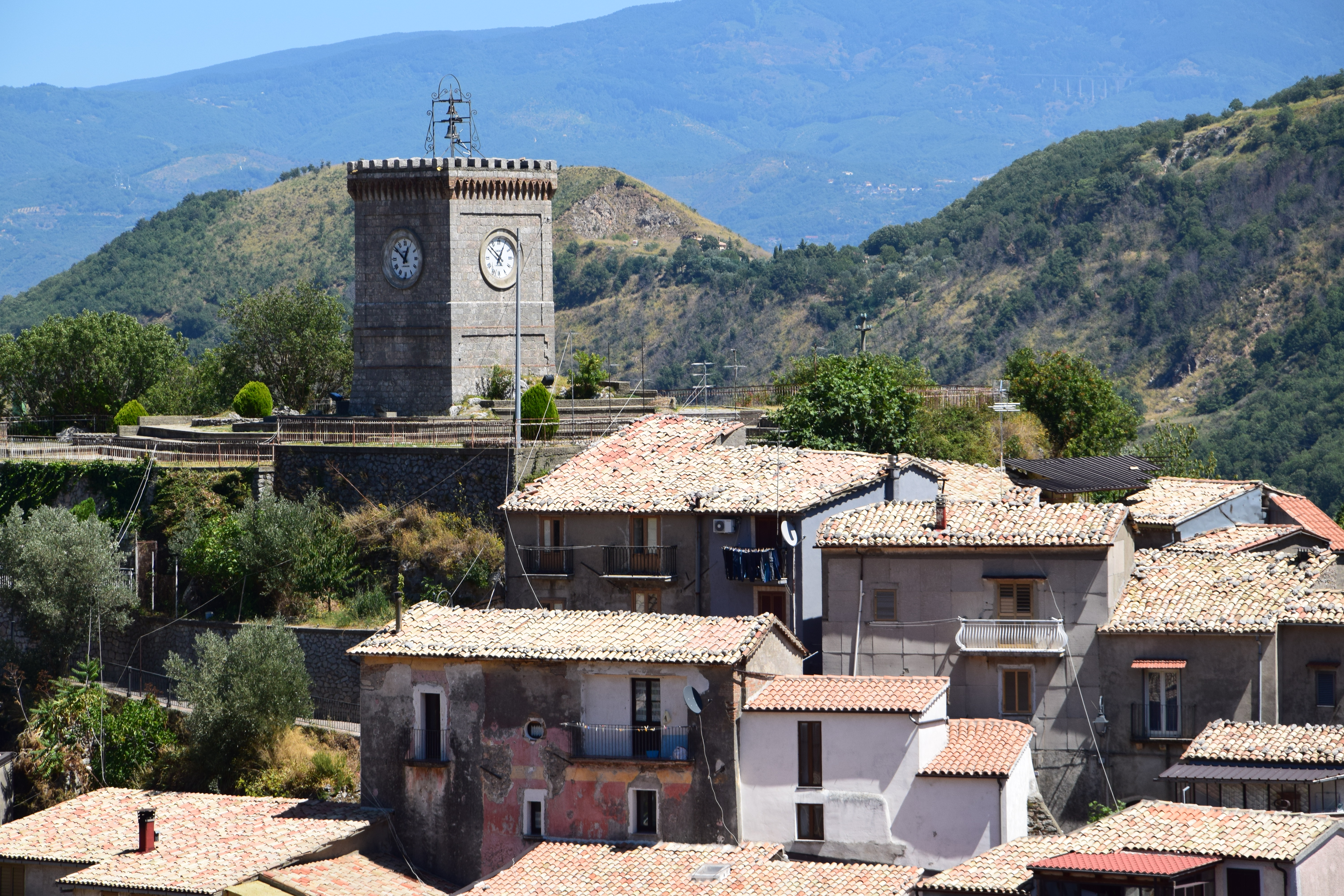
Torre dell'orologio
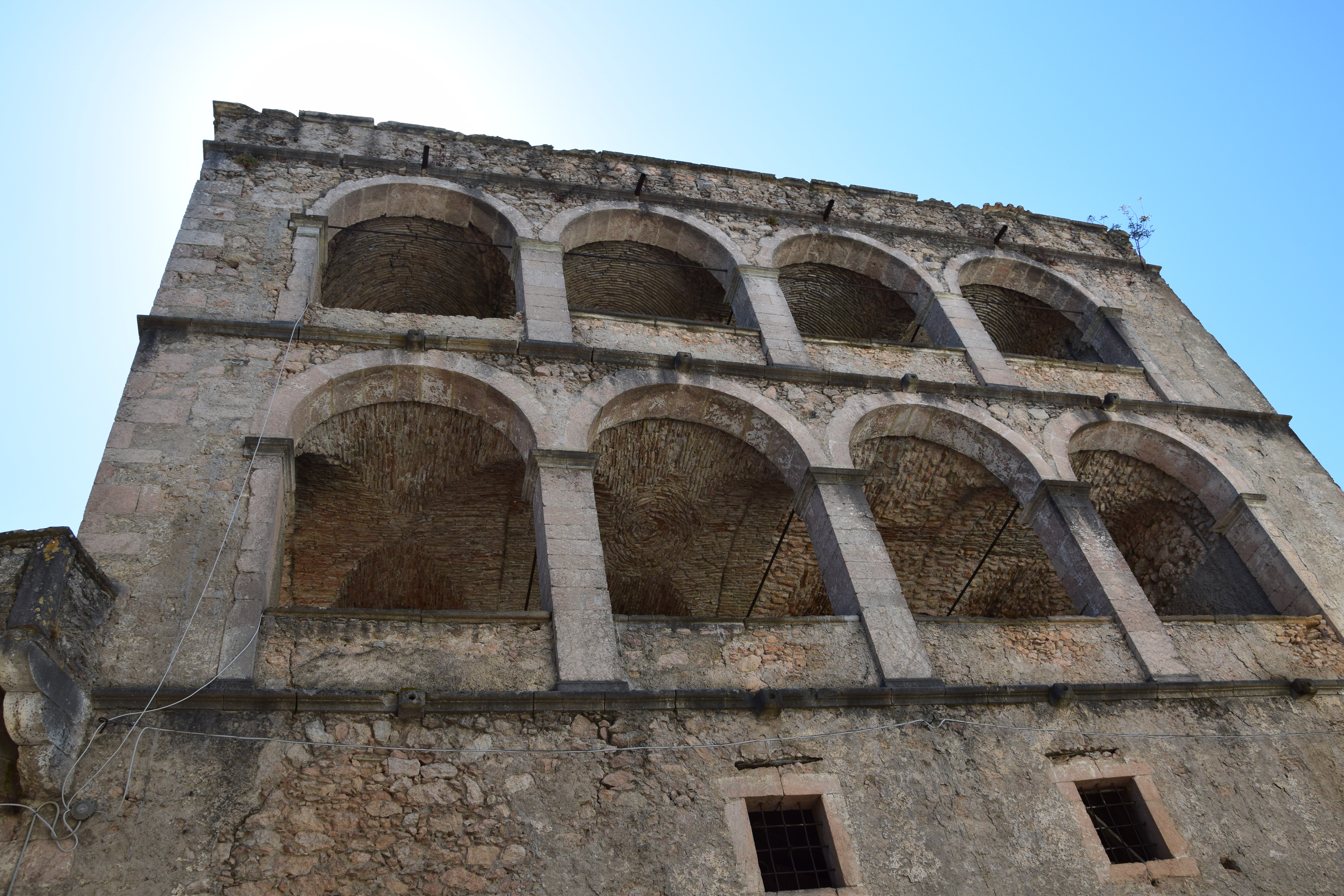
Palazzo Campagna

### Siti archeologici
Area archeologica di San Michele, decreto della Sovrint.BB.AA.RC n.829/1982, "agglomerato urbano del IV-II secolo a.C."

## Società

### Evoluzione demografica
Abitanti censiti

## Infrastrutture e trasporti
Venendo dall'autostrada si esce allo svincolo sud di Cosenza, si percorre Via P. Rossi, poi Viale della Repubblica fino all'ospedale dell'Annunziata, alla fine del quale si imbocca a destra la strada provinciale n. 45 per Cerisano e Mendicino.  Dopo meno di due chilometri si entra in territorio mendicinese, sito dell'antica città di Pandosia, reggia degli Enotri.
Provenendo da sud attraverso la S.S. 18, si costeggia il colle Pancrazio di Cosenza e si attraversa il ponte Mancini sul Busento, quindi si svolta a sinistra per imboccare la ex S.S. 278 per Potame ed Amantea: dopo circa cinquecento metri, costeggiando la sponda sinistra del Busento, si sottopassa il viadotto autostradale e si entra nel territorio di Mendicino. Si lascia a sinistra lo svincolo per Dipignano e subito dopo ci si immette, a destra, sulla strada Acheruntia, che, costeggiando la sponda sinistra del fiume Caronte porta direttamente al centro storico dopo circa cinque chilometri.
Superato il ponte Mancini, si può proseguire verso l'ospedale, svoltare a sinistra e imboccare il primo percorso descritto.
Da Cosenza Sud, si raggiunge la Piazza della Riforma, affrontando la salita del Crocefisso e percorrendo la S.P. per Cerisano e Mendicino; da Cosenza Nord, invece, dal quartiere San Vito si prende la stradina di Serra Spiga, che si immette sulla provinciale in contrada Pirillo, tra Rosario e Pasquali.

## Amministrazione
L'attuale sindaca di Mendicino è Irma Bucarelli della lista civica "Orizzonte Mendicino".

### Conferimento del titolo di città
Il 15 marzo 2016 è stato consegnato al Sindaco il decreto del presidente della Repubblica che ha conferito a Mendicino il titolo di città. Il successivo 2 giugno si è svolta la cerimonia ufficiale in Piazza Municipio.

## Sport
La squadra locale di calcio è la Polisportiva Mendicino 1969. L'impianto sportivo principale è lo stadio comunale Giovannino De Luca Mendicino.